# Specie di Albuca
Elenco delle Specie di Albuca.

## A
- Albuca abyssinica Jacq.
- Albuca acuminata Baker
- Albuca adlami Baker
- Albuca albucoides (Aiton) J.C.Manning & Goldblatt
- Albuca altissima Dryand.
- Albuca amboensis (Schinz) Oberm.
- Albuca amoena (Batt.) J.C.Manning & Goldblatt
- Albuca anisocrispa Mart.-Azorín & M.B.Crespo
- Albuca annulata Mart.-Azorín & M.B.Crespo
- Albuca arenosa J.C.Manning & Goldblatt
- Albuca aurea Jacq.
- Albuca autumnula (U.Müll.-Doblies & D.Müll.-Doblies) J.C.Manning & Goldblatt

## B
- Albuca bakeri Mart.-Azorín & M.B.Crespo
- Albuca barbata (Jacq.) J.C.Manning & Goldblatt
- Albuca batteniana Hilliard & B.L.Burtt
- Albuca bifolia Baker
- Albuca bifoliata R.A.Dyer
- Albuca boucheri U.Müll.-Doblies
- Albuca bracteata (Thunb.) J.C.Manning & Goldblatt
- Albuca bruce-bayeri U.Müll.-Doblies
- Albuca buchananii Baker
- Albuca buffelspoortensis van Jaarsv.

## C
- Albuca canadensis (L.) F.M.Leight.
- Albuca candida (Oberm.) J.C.Manning & Goldblatt
- Albuca caudata Jacq.
- Albuca chartacea (Mart.-Azorín, M.B.Crespo & A.P.Dold) J.C.Manning & Goldblatt
- Albuca chlorantha Welw. ex Baker
- Albuca ciliaris U.Müll.-Doblies
- Albuca clanwilliamae-gloria U.Müll.-Doblies
- Albuca collina Baker
- Albuca comosa (Welw. ex Baker) J.C.Manning & Goldblatt
- Albuca concordiana Baker
- Albuca consanguinea (Kunth) J.C.Manning & Goldblatt
- Albuca cooperi Baker
- Albuca corymbosa Baker
- Albuca costatula (U.Müll.-Doblies & D.Müll.-Doblies) J.C.Manning & Goldblatt
- Albuca craibii (Mart.-Azorín, M.B.Crespo & A.P.Dold) J.C.Manning & Goldblatt
- Albuca cremnophila van Jaarsv. & A.E.van Wyk
- Albuca crinifolia Baker
- Albuca crispa J.C.Manning & Goldblatt
- Albuca crudenii Archibald

## D
- Albuca dalyae Baker
- Albuca darlingana U.Müll.-Doblies
- Albuca deaconii van Jaarsv.
- Albuca decipiens U.Müll.-Doblies
- Albuca deserticola J.C.Manning & Goldblatt
- Albuca dilucula (Oberm.) J.C.Manning & Goldblatt
- Albuca dinteri U.Müll.-Doblies
- Albuca donaldsonii Rendle
- Albuca dyeri (Poelln.) J.C.Manning & Goldblatt

## E
- Albuca echinosperma U.Müll.-Doblies
- Albuca engleriana K.Krause & Dinter
- Albuca etesiogaripensis U.Müll.-Doblies
- Albuca exigua (Mart.-Azorín, M.B.Crespo, A.P.Dold, M.Pinter & Wetschnig) J.C.Manning

## F
- Albuca fastigiata Dryand.
- Albuca fibrotunicata Gledhill & Oyewole
- Albuca flaccida Jacq.
- Albuca foetida U.Müll.-Doblies
- Albuca fragrans Jacq.

## G
- Albuca gageoides K.Krause
- Albuca galeata Welw. ex Baker
- Albuca gariepensis J.C.Manning & Goldblatt
- Albuca gentilii De Wild.
- Albuca gethylloides (U.Müll.-Doblies & D.Müll.-Doblies) J.C.Manning & Goldblatt
- Albuca gildenhuysii (van Jaarsv.) van Jaarsv.
- Albuca glandulifera J.C.Manning & Goldblatt
- Albuca glandulosa Baker
- Albuca glauca Baker
- Albuca glaucifolia (U.Müll.-Doblies & D.Müll.-Doblies) J.C.Manning & Goldblatt
- Albuca goswinii U.Müll.-Doblies
- Albuca grandis J.C.Manning & Goldblatt

## H
- Albuca hallii U.Müll.-Doblies
- Albuca hereroensis Schinz
- Albuca hesquaspoortensis U.Müll.-Doblies
- Albuca homblei De Wild.
- Albuca humilis Baker

## J
- Albuca juncifolia Baker

## K
- Albuca karachabpoortensis (U.Müll.-Doblies & D.Müll.-Doblies) J.C.Manning & Goldblatt
- Albuca karasbergensis Glover
- Albuca karooica U.Müll.-Doblies
- Albuca katangensis De Wild.
- Albuca kirkii (Baker) Brenan
- Albuca kirstenii (J.C.Manning & Goldblatt) J.C.Manning & Goldblatt
- Albuca knersvlaktensis (U.Müll.-Doblies & D.Müll.-Doblies) J.C.Manning & Goldblatt
- Albuca kundelungensis De Wild.

## L
- Albuca lebaensis (van Jaarsv.) J.C.Manning & Goldblatt
- Albuca leucantha U.Müll.-Doblies
- Albuca littoralis (N.R.Crouch, D.Styles, A.J.Beaumont & Mart.-Azorín) J.C.Manning
- Albuca longipes Baker

## M
- Albuca macowanii Baker
- Albuca malangensis Baker
- Albuca massonii Baker
- Albuca monarchos (U.Müll.-Doblies & D.Müll.-Doblies) J.C.Manning & Goldblatt
- Albuca monophylla Baker
- Albuca myogaloides Welw. ex Baker

## N
- Albuca namaquensis Baker
- Albuca nana Schönland
- Albuca nathoana (U.Müll.-Doblies & D.Müll.-Doblies) J.C.Manning & Goldblatt
- Albuca navicula U.Müll.-Doblies
- Albuca nelsonii N.E.Br.
- Albuca nigritana (Baker) Troupin

## O
- Albuca obtusa J.C.Manning & Goldblatt
- Albuca osmynella (U.Müll.-Doblies & D.Müll.-Doblies) J.C.Manning & Goldblatt
- Albuca ovata (Thunb.) J.C.Manning & Goldblatt

## P
- Albuca papyracea J.C.Manning & Goldblatt
- Albuca paradoxa Dinter
- Albuca paucifolia (U.Müll.-Doblies & D.Müll.-Doblies) J.C.Manning & Goldblatt
- Albuca pearsonii (F.M.Leight.) J.C.Manning & Goldblatt
- Albuca pendula B.Mathew
- Albuca pendulina (U.Müll.-Doblies & D.Müll.-Doblies) J.C.Manning & Goldblatt
- Albuca pentheri (Zahlbr.) J.C.Manning & Goldblatt
- Albuca polyodontula (U.Müll.-Doblies & D.Müll.-Doblies) J.C.Manning & Goldblatt
- Albuca polyphylla Baker
- Albuca prasina (Ker Gawl.) J.C.Manning & Goldblatt
- Albuca prolifera J.H.Wilson
- Albuca psammophora (U.Müll.-Doblies & D.Müll.-Doblies) J.C.Manning & Goldblatt
- Albuca pseudobifolia Mart.-Azorín & M.B.Crespo
- Albuca pulchra (Schinz) J.C.Manning & Goldblatt

## R
- Albuca rautanenii (Schinz) J.C.Manning & Goldblatt
- Albuca recurva (Oberm.) J.C.Manning & Goldblatt
- Albuca riebeekkasteelberganula U.Müll.-Doblies
- Albuca robertsoniana U.Müll.-Doblies
- Albuca rogersii Schönland
- Albuca roodeae (E.Phillips) J.C.Manning & Goldblatt
- Albuca rupestris Hilliard & B.L.Burtt

## S
- Albuca sabulosa (U.Müll.-Doblies & D.Müll.-Doblies) J.C.Manning & Goldblatt
- Albuca scabrocostata (U.Müll.-Doblies & D.Müll.-Doblies) J.C.Manning & Goldblatt
- Albuca scabromarginata De Wild.
- Albuca schinzii Baker
- Albuca schlechteri Baker
- Albuca schoenlandii Baker
- Albuca secunda (Jacq.) J.C.Manning & Goldblatt
- Albuca seineri (Engl. & K.Krause) J.C.Manning & Goldblatt
- Albuca semipedalis Baker
- Albuca setosa Jacq.
- Albuca shawii Baker
- Albuca somersetianum ined.
- Albuca spiralis L.f.
- Albuca stapffii (Schinz) J.C.Manning & Goldblatt
- Albuca steudneri Schweinf. & Engl.
- Albuca strigosula (U.Müll.-Doblies & D.Müll.-Doblies) J.C.Manning & Goldblatt
- Albuca stuetzeliana (U.Müll.-Doblies & D.Müll.-Doblies) J.C.Manning & Goldblatt
- Albuca suaveolens (Jacq.) J.C.Manning & Goldblatt
- Albuca subglandulosa (U.Müll.-Doblies & D.Müll.-Doblies) J.C.Manning & Goldblatt
- Albuca subspicata Baker
- Albuca sudanica A.Chev.

## T
- Albuca tenuifolia Baker
- Albuca tenuis Knudtzon
- Albuca thermarum van Jaarsv.
- Albuca tortuosa Baker
- Albuca toxicaria (C.Archer & R.H.Archer) J.C.Manning & Goldblatt
- Albuca trachyphylla U.Müll.-Doblies
- Albuca tubiformis (Oberm.) J.C.Manning & Goldblatt

## U
- Albuca unifolia (Retz.) J.C.Manning & Goldblatt
- Albuca unifoliata G.D.Rowley

## V
- Albuca variegata De Wild.
- Albuca villosa U.Müll.-Doblies
- Albuca virens (Lindl.) J.C.Manning & Goldblatt
- Albuca viscosa L.f.
- Albuca vittata Ker Gawl.
- Albuca volubilis (H.Perrier) J.C.Manning & Goldblatt

## W
- Albuca watermeyeri (L.Bolus) J.C.Manning & Goldblatt
- Albuca weberlingiorum U.Müll.-Doblies

## X
- Albuca xanthocodon Hilliard & B.L.Burtt

## Y
- Albuca yerburyi Ridl.

## Z
- Albuca zebrina Baker
- Albuca zenkeri Engl.